# صلاح جرار
صلاح محمد محمود جرار (1952- ) سياسي ووزير أردني سابق، و أستاذ في اللغة العربية ومختص في الأدب الأندلسي ولد في جنين. تولى منصب وزير الثقافة في حكومة عون الخصاونة من (24 أكتوبر 2011 – 2 مايو 2012) وتولى نفس المنصب في حكومة فايز الطراونة اللاحقة من (2 مايو 2012 - 11 أكتوبر 2012) كما شغل سابقا منصب أمين عام لوزارة الثقافة الأردنية لعدة سنوات حتى 2002 أصبح بعدها نائبا لرئيس الجامعة الأردنية في عمّان.

## نشأته
ولد الدكتور صلاح جرّار في قرية كفر قود قضاء جنين (فلسطين) في 20 كانون الثاني / يناير 1952. وفي جنين عاش طفولته وقضى أيام حياته وأنهى المرحلتين الابتدائية والإعدادية وجزءاً من المرحلة الثانوية. وفي عام 1968 وعلى أثر احتلال إسرائيل للضفة الغربية نزح مع أهله إلى الأردن واستقر فيه، حصل على الشهادة الدراسة الثانوية العامة من مدرسة جيل التاج الثانوية في عمان عام 1970، ثم التحق بعد ذلك بالجامعة الأردنية وتخرج في قسم اللغة العربية وآدابها بدرجة البكالوريوس. واصل جرّار تعليمه العالي فحصل في العام التالي لتخرجه على درجة الدبلوم العالي في التربية وعلم النفس من الجامعة الأردنية. وفي الجامعة نفسها تخرج حاصلاً على درجة الماجستير في اللغة العربية وآدابها عام 1978. أوفد إلى جامعة لندن عام 1982 لدراسة الأدب الأندلسي وفيها تخرّج بدرجة الدكتوراه في الأدب الأندلسي. وهو يتقن بالإضافة لتخصصه (اللغة العربية) اللغتين الإسبانية والإنجليزية.

## حياته المهنية
عمل صلاح جرار مدرساً في وزارة التربية والتعليم الأردنية في الفترة ما بين عامي 1974، 1978 تاريخ حصوله على درجة الماجستير ومدققاً لغوياً في جريدة الشرق الأوسط في لندن خلال تواجه فيها للدراسة. أشرف على مشروع الفهرس الشامل للتراث العربي الإسلامي المخطوط بالمجمع الملكي بدوام جزئي خلال الفترة الممتدة من عام 1985-1990. عمل مدرساً للأدب الأندلسي في الجامعة الأردنية، وظل يترقى في السلك الأكاديمي حتى وصل رتبة أستاذ عام 1982. عُين في عام 1993 مديراً لمكتبة الجامعة الأردنية وظل في منصبه هذا حتى عام 1997، ثم عاد إلى عمله السابق أستاذاً في قسم اللغة العربية بالجامعة إلى أن عين أميناً عاماً لوزارة الثقافة بتاريخ 21/4/1999 وظل في منصبه هذا حتى مطلع عام 2002، ثم عاد بعد ذلك أستاذاً للأدب الأندلسي في الجامعة الأردنية، وما يزال على رأس عمله حتى الآن.

## المؤهلات الأكاديمية
1. الدكتوراه في الأدب الأندلسي من جامعة لندن- كليّة الدراسات الشرقية والإفريقية- سنة 1982.
2. الماجستير في الأدب الأندلسي من الجامعة الأردنية سنة 1978.
3. الدبلوم في التربية وعلم النفس من الجامعة الأردنية سنة 1975.
4. بكالوريوس في اللغة العربية وآدابها من الجامعة الأردنية سنة 1974.

## الرتب الأكاديمية
1. أستاذ دكتور في اللغة العربيّة وآدابها منذ 3/12/1995.
2. أستاذ مشارك في اللغة العربيّة وآدابها 1990–1995.
3. أستاذ مساعد في اللغة العربية وآدابها 1982–1990.
4. مدرّس 20/3/1983.
5. محاضر متفرغ 14/12/1982

## الإشراف على الرسائل الجامعية
1. أزمة النص في المسرح العربي المعاصر، عائشة غازي الجمل، رسالة الدكتوراه، الجامعة الأردنية، 2020.
2. صورة البطل في الشعر الأندلسي في عصر الموحدين (540-667هـ),أفنان منير محمود زلوم, رسالة ماجستير, الجامعة الأردنية, 2020.
3. المثقف والسلطة في الشعر العباسي في القرنين الثالث والرابع الهجريين، جلنار تيسير محمد صوص، رسالة الدكتوراه، الجامعة الأردنيّة، 2017.
4. الحِجاج في شعر شاعرات العرب في عصر بني أميّة في المشرق والأندلس، شيرين حربي محمد جادالله، رسالة الدكتوراه، الجامعة الأردنيّة، 2017.
5. فلسفة الفن والأدب عند نيتشي، نهلة محمود الجمزاوي، رسالة الدكتوراه، الجامعة الأردنيّة، 2017، إشراف مشترك.
6. رسائل بني الأحمر إلى ملوك أراغون: دراسة موضوعية فنّية، أريج عاطف رواشدة، رسالة دكتوراه، الجامعة الأردنيّة، 2017.
7. جهود ابن قتيبة في البلاغة العربيّة والنقد الأدبي، "عربي حجازي" فاروق "عربي حجازي"، دكتوراه، الجامعة الأردنية، 2017.
8. صورة المكان في نثر لسان الدين بن الخطيب، أجمل فهد الطويقات، دكتوراه، الجامعة الأردنيّة، 2016.
9. صورة الشام عند شعراء العصر الأموي، فادي عبد الرحيم محمود خطّاب، دكتوراه، الجامعة الأردنيّة، 2016.
10. بطل المقامات بين الحريري والسرقسطي: دراسة موازنة، رقية محمود عثمان حجازي، دكتوراه، الجامعة الأردنيّة، 2016.
11. التناصّ في شعر أبي فراس الحمداني، عايد عبد الرحمن عبد الرحيم، دكتوراه، الجامعة الأردنيّة، 2016.
12. تجلّيات التناصّ في شعر ابن حمديس، عمّار عبد القادر محمد شبلي، دكتوراه، الجامعة الأردنيّة، 2014.
13. الشعر الاجتماعي في العصر الأموي، المعتز بالله حمدي محمود منصور، دكتوراه، الجامعة الأردنيّة، 2014.
14. أبو عمرو سالم بن صالح الهمداني، عايد بن سلامة الشراري، دكتوراه، الجامعة الأردنيّة، 2014.
15. أثر المتنبي في الشعر الأندلسي، حذيفة عبد الله عزام، دكتوراه، الجامعة الأردنيّة، 2013.
16. المقامات منذ النصف الثاني من القرن العشرين، غدير أحمد بني حمدان، دكتوراه، الجامعة الأردنيّة، 2013.
17. عهود الأمان في الأدب الأندلسي، وفاء خليل زيدان، ماجستير، الجامعة الأردنيّة، 2012.
18. استيحاء الأمثال العربيّة في آثار ابن زيدون وابن الخطيب، بلسم محمد خير العمري، ماجستير، الجامعة الأردنيّة، 2012.
19. صورة الآخر في الشعر الأندلسي، نوال أحمد عبيد الدسوقي، دكتوراه، الجامعة الأردنيّة، 2012.
20. شعر النقائض في عصر صدر الإسلام، علي عودة صالح السواعير، دكتوراه، الجامعة الأردنيّة، 2011.
21. السيرة الذاتية في الأندلس، فاطمة عبد السلام الرواشدة، دكتوراه، الجامعة الأردنيّة، 2011.
22. شعر ابن خفاجة الأندلسي: دراسة أسلوبية، أحمد سليم الزول، ماجستير، الجامعة الأردنيّة، 2011.
23. المكان في القصائد الجاهلية في المفضليات، هبة مصطفى محمد جابر، دكتوراه، الجامعة الأردنيّة، 2011.
24. أثر التصوّف في الشعر الأندلسي في عصر بني الأحمر، فاطمة إبراهيم محيسن، ماجستير، الجامعة الأردنيّة، 2010.
25. شعر الملوك والأمراء في الأندلس، رغدة علي الزبون، دكتوراه، الجامعة الأردنيّة، 2010.
26. الأدب الأندلسي في الدراسات الاستشراقية البريطانية، رشأ عبد الله الخطيب، دكتوراه، الجامعة الأردنيّة، 2009.
27. أثر الماء في القصيدة الأندلسيّة، هبة محمد هشام سلطان، ماجستير، الجامعة الأردنيّة، 2009.
28. النثر الفني الأندلسي في عصر الخلافة الأموية، منال سالم العقباني، دكتوراه، الجامعة الأردنيّة، 2008.
29. الوصايا في الأدب الأندلسي، حذيفة عبد الله عزام، ماجستير، الجامعة الأردنيّة، 2007.
30. التناصّ السيميائي: القصة القصيرة الفلسطينية نموذجاً، خولة محمد الوادي، دكتوراه، الجامعة الأردنيّة، 2007.
31. الشعر في بلاط عبد الرحمن الناصر، سوزان عبد الفتاح الحولي، ماجستير، الجامعة الأردنيّة، 2007.
32. حكاية الحيوان في النثر العربي في القرن الخامس الهجري، سوزان نعيم الحلو، دكتوراه، الجامعة الأردنيّة، 2006.
33. رثاء المرأة في الشعر الأندلسي، نزار جبريل السعودي، ماجستير، الجامعة الأردنيّة، 2006.
34. أدب الرحلات الأندلسيّة والمغربية حتى نهاية القرن التاسع الهجري، نوال عبد الرحمن الشوابكة، دكتوراه، الجامعة الأردنيّة، 2006.
35. الخطاب النقدي عند إدوارد سعيد: "الاستشراق والعالم والنصّ والناقد وتغطية الإسلام" نموذجاً، وليد عمر شرفة، دكتوراه، الجامعة الأردنيّة، 2006.
36. شعر المكفوفين في الأندلس، رغدة علي محمد الزبون، ماجستير، الجامعة الأردنيّة، 2005.
37. أثر أبي العلاء المعري في الأدب الأندلسي، هناء مصطفى أبو الرب، دكتوراه، الجامعة الأردنيّة، 2005.
38. رثاء المرأة في الشعر الأندلسي، فاطمة مفلح العبداللات، دكتوراه، الجامعة الأردنيّة، 2005.
39. صورة المرأة في الرواية النسائية في بلاد الشام (1951-2000)، غادة محمود خليل، دكتوراه، الجامعة الأردنيّة، 2004.
40. ملامح حداثية في التراث النقدي العربيّ، عاصم محمد بني عامر، دكتوراه، الجامعة الأردنيّة، 2003.
41. الحركة النقدية حول تجربة أمل دنقل، محمد سليمان سلمان، دكتوراه، الجامعة الأردنيّة، 2004.
42. معالم الحضارة في الشعر الأندلسي/عصر بني أميّة، فريال عبد الرحمن العلي، دكتوراه، الجامعة الأردنيّة، 2003.
43. صورة المرأة في الشعر الأندلسي في ظل بني الأحمر، حمزة محمد عبد الهادي ظاهر، ماجستير، الجامعة الأردنيّة، 2003.
44. شعر الرثاء في الأندلس في ظلّ بني الأحمر، فاطمة مفلح العبداللات، ماجستير، الجامعة الأردنيّة، 2002.
45. حكايات الحيوان في النثر العربي في القرنين الثالث والرابع الهجريين، سوزان نعيم الحلو، ماجستير، الجامعة الأردنيّة، 2001.
46. المعارضات الشعرية في الأندلس في عصر الموحّدين، سعاد محمد العقيل، ماجستير، الجامعة الأردنيّة، 2000.
47. فنّ الخطابة في الأندلس، نوال عبد الرحمن الشوابكة، ماجستير، الجامعة الأردنيّة، 1999.
48. الأعمال الروائية التنويرية العربيّة والكورية منذ القرن التاسع عشر، سي وون سانغ، دكتوراه، الجامعة الأردنيّة، 1999.
49. أثر العصبية في الأدب الأندلسي حتى بداية عصر الموحّدين، عامر أحمد محمد الجعفري، ماجستير، الجامعة الأردنيّة، 1998.
50. الكتابة الديوانية في عصر صدر الإسلام، فريال عبد الله هديب، دكتوراه، الجامعة الأردنيّة، 1998.
51. صفوان بن إدريس حياته وأدبه، نعمات جمال البداينة، ماجستير، الجامعة الأردنيّة، 1997.
52. التأثير الإسباني في المجتمع الأندلسي وصورته في الأدب، نوال الدسوقي، ماجستير، الجامعة الأردنيّة، 1996.
53. رسائل موحّدية جمعاً وتحقيقاً ودراسة، محمود محمد خياري، دكتوراه، الجامعة الأردنيّة، 1996.
54. الحركة الشعرية في ظلّ المنصور ابن أبي عامر، عصام عبد المجيد المطرمي، ماجستير، الجامعة الأردنيّة، 1993.
55. صورة المعوّق في القصة القصيرة في الأردن، زهير خليل زقطان، ماجستير، الجامعة الأردنيّة، 1992

## دراسات وأبحاث ومقالات منشورة في مجلات ثقافية
1. الثقافة والاقتصاد، مجلة أفكّار، وزارة الثقافة، المملكة الأردنيّة الهاشمية، العدد 340، أيّار، 2017، ص 45- ص 48.
2. متى يكون الشعر سهلاً ممتنعاً؟ مجلة الرابطة الثقافية، دار الرابطة للنشر والتوزيع، الإمارات العربيّة المتحدة، العدد الأوّل، أكتوبر 2016، ص 8-15.
3. دور المثقف في مواجهة انقسامات الأمة، مجلّة البحرين الثقافية، قطاع الثقافة والتراث الوطني بهيئة البحرين للثقافة والآثار، العدد 80، ص 4-9، إبريل 2015.
4. نحو ميثاق ثقافي عربي، مجلة المنتدى، العدد السنوي الممتاز 261، المجلد التاسع والعشرون، كانون الثاني 2015، ص 20-30 (منتدى الفكر العربي).
5. عيسى الناعوري في مجمع اللغة العربيّة الأردني، مجلة أفكار، العدد 303، نيسان 2014، ص 76-78.
6. اللغة والاقتصاد، مجلة أفكار، العدد 300، كانون الثاني 2014، ص 68-70.
7. الحنين إلى المشرق في الشعر الأندلسي، مجلة الجسرة الثقافية، نادي الجسرة الثقافي، قطر، العدد 31، نوفمبر 2013.
8. وقفة مع كتاب يعقوب العودات: أطلال جرش، مجلة أفكار، العدد 294، تموز 2013، وزارة الثقافة، عمّان، ص 82-85.
9. التعليم ودور الشّباب في الانتقال إلى مجتمع المعرفة، منشور في مجلة منتدى الفكر العربي، ضمن محور العدد الخاص في اللقاء الحواري "الشباب والانتقال إلى مجتمع المعرفة" الذي عقد بالتعاون ما بين منتدى الفكر العربي ومجموعة طلال أبو غزالة، ص 75- 78، المجلد السابع والعشرون، عدد مزدوج، أيار- كانون الأول 2012، عمّان.
10. التعليم الجامعي وسوق العمل(تطور مسيرة التعليم العالي في الأردن)، ضمن التقرير العربي الرابع للتنمية الثقافية، مؤسسة الفكر العربي، بيروت، 2011، ص 323-349.
11. دور الجامعات العربية والإسلامية في النهوض الحضاري المعاصر، منشورة ضمن أعمال المؤتمر الدولي الثالث (نحو إسهام عربي إسلامي في الحضارة الإنسانية المعاصرة) الذي عقده منتدى الوسطية للفكر والثقافة، عمّان، 2007 (مطبعة الجامعة الأردنية)، ص245-250.
12. مقترحات لتطوير تدريس الأدب في أقسام اللغة العربية وآدابها، المجلة الثقافية، الجامعة الأردنية، العددان(69،68)، شباط، 2007 ص 244-249.
13. سبل تحسين جودة الأداء لعضو هيئة التدريس في كليات الآداب ، المجلة الثقافية ، الجامعة الأردنية ، العددان 64 ، 65 ، أيلول 2005 ، ص 88-97.
14. خالد الكركي على طريق الشعراء ، مجلة أفكار ، عدد 198 ، سنة 2005 ، ص 82 – 91 .
15. قراءة في كتاب : زيف ديمقراطية إسرائيل " فايز رشيد ، مجلة أوراق – رابطة الكتاب الأردنيين – العدد المزدوج 21-22 ،  عام 2005 ، ص 31-39 .
16. شاعرات الأندلس (فصل من كتاب مجلس العوتبي)، دار مجدلاوي للنشر والتوزيع، عمّان 2004.
17. المعرفة والتقدم ، جرش الثقافية ، العدد الأول ، صيف 2004.
18. رؤية في المشهد الثقافي الأردني ، ضمن كتاب " الأردن بعد عقد من الإصلاح " إصدار مؤسسة عبد الحميد شومان ، مراجعة وتقديم : خالد الوزني ، دار الشروق – عمّان 2002 ، ص 195 – 216.
19. الاستراتيجية الثقافية المستقبلية لدولة فلسطين : حوار الثقافات ، منشور ضمن كتاب : المشروع الثقافي الفلسطيني ، دار الجليل ، عمّان 2004.
20. الصداقة والصديق لأبي حيان التوحيدي : نظرية عربية في الصداقة ، مجلة تراث ، نادي تراث الإمارات ، العدد 21 ، سنة 2000.
21. رحلة حسين روحي : يوميات للثورة العربية الكبرى ، ضمن كتاب " أدب السيرة والمذكرات في الأردن" منشورات جامعة آل البيت، 1999، ص 249-261.
22. نحن والآخر " تعليق على كتاب د. ناصر الدين الأسد نحن والآخر " منتدى عبد الحميد شومان، عمّان 1998.
23. قصيدتان للشاعر بابلو نيرودا (ترجمة عن الإسبانية) ، مجلة البيان ، جامعة آل البيت ، المجلد الأول، العدد الثالث ، 1998 ، ص 153.
24. التكنولوجيا الهيدرولية في الأندلس لتوماس ف . غليك (ترجمة عن الإنجليزية) منشور ضمن كتاب : الحضارة العربية الإسلامية في الأندلس، تحرير د. سلمى الخضراء الجيوسي، مركز دراسات الوحدة العربية ، بيروت 1998، الجزء الثاني، ص 1345 – 1366.
25. التعليم في الأردن واقع وتحديات ، منشور ضمن أعمال مؤتمر التعليم في الأردن ، مؤسسة عبد الحميد شومان، عمّان 1997.
26. وسائل النهوض بالإبداع والمبدعين، المجلة الثقافية، الجامعة الأردنية، العدد 40، كانون الأول 1996، آذار 1997، ص 92-100.
27. آفاق التعاون الثقافي بين إسبانيا والعالم العربي (بالعربية والإسبانية) ، منشور ضمن سلسلة المحاضرات الإسبانية العربية الثانية بطليطلة من 10-12 ديسمبر 1993.
28. أبو بكر الطرطوشي وجهوده في الإصلاح الاجتماعي، مجلة آفاق الثقافة والتراث ، مركز جمعة الماجد للثقافة والتراث ، دبي، السنة الأولى، العدد الثاني، أيلول 1993، ص 25-29.
29. الفنان التشكيلي عدنان الحلو ومعرضه الفني السابع، المجلة الثقافية، الجامعة الأردنية، العدد 20، السنة 1990، ص 134-137.
30. المستجاد من فعلات الأجواد للتنوخي، المجلة الثقافية، الجامعة الأردنية، العدد 23، السنة 1990، ص 97-101.
31. من قصص العشق الأندلسي (عبد الرحمن الأوسط وجاريته طروب) مجلة المنتدى ، دبي، السنة السابعة ، العدد 76 ، نوفمبر 1989 ، ص 43.
32. عاشقان من غرناطة (حفصة الركونية وأبو جعفر بن سعيد الغرناطي) ، مجلة أفكار، عمّان ، العدد 78 ، آب 1985 ، ص 40-48.
33. المسرح في الأردن في مواجهة الخطر الصهيوني، وثائق المؤتمر الثقافي الوطني الثاني ، الجامعة الأردنيّة ، 1985 ، ص 198 – 203.
34. ريحانة الكتّاب ونجعة المنتاب تأليف لسان الدين بن الخطيب ، مجلة الناشر العربي ، طرابلس ، ليبيا، العدد الثاني ، فبراير 1984 ، ص 93-114.
35. رأي في المصطلح النقدي الأردني ، منشور ضمن وثائق المؤتمر الثقافي الوطني الأول، في الجامعة الأردنية ص 13-16 تشرين الأول 1984 ، ص 256 – 266.
36. خلع ملوك الطوائف (الملابسات والأسباب) ، المجلة الثقافية ، الجامعة الأردنية، العدد7 ، ص 22 -28.
37. تحرير القدس سنة 583هـ (دروس وعبر) ، مجلة أفكار ، العدد 75 ، نيسان 1985.
38. سقوط الأندلس (دروس وعبر) ، المجلة الثقافية ، الجامعة الأردنية ، العدد الرابع، 1984، ص 93 – 111.
39. الحمّامات في الأندلس، مجلة الفيصل، العدد 40، السنة 1980.
40. العلاقة بين فلسطين والأندلس، مجلة الفيصل، العدد 29، السنة 1979.
41. الكلمات الإنجليزية في عامية أهل فلسطين والأردن، مجلة أفكار، عدد 43، سنة 1979.

## عضوية اللجان و الهيئات
1. عضو لجنة اختيار المدن الثقافية للسنوات 2015، 2016، 2018.
2. رئيس هيئة تحرير مجلة جرش للبحوث والدراسات التي تصدر عن جامعة جرش، من 1/5/2017 ولغاية تاريخه.
3. عضو الهيئة الاستشارية لإذاعة صوت جامعة آل البيت، من 9 آب 2016 ولغاية تاريخه.
4. عضو اللجنة الاستشارية العليا لمجلّة أقلام جديدة الصادرة عن الجامعة الأردنيّة، من 25/7/2016 ولغاية تاريخه.
5. عضو هيئة تحرير مجلة جرش للبحوث والدراسات التي تصدر عن جامعة جرش، من 16/6/2015- 30/4/2017.
6. عضو لجنة الحاكمية في التعليم العالي (لجنة فرعية تابعة للجنة تنمية الموارد البشرية) 23/11/2015.
7. عضو اللجنة التوجيهية لدراسة "الشباب في مواجهة الفكر المتطرّف" مجلس إدارة صندوق البحث العلمي، 22/6/2015.
8. عضو جمعية الصداقة الأردنيّة الإسبانية، من عام 2014- ولغاية تاريخه.
9. عضو النادي الدبلوماسي، من عام 2014- ولغاية تاريخه.
10. عضو الهيئة الاستشارية لمجلة المنتدى التي يصدرها منتدى الفكر العربيّ، من عام 2014- ولغاية تاريخه.
11. عضو منتدى الفكر العربيّ، عمّان، من عام 2011- ولغاية تاريخه.
12. عضو اللجنة الاستشارية العليا لوزارة الثقافة من 18/11/2013- ولغاية تاريخه.
13. عضو لجنة جائزة الملك عبد الله الثاني ابن الحسين للإبداع في مجال الآداب والفنون (أدب المذكرات والسيرة الذاتية) لعام 2010.
14. عضو اللجنة العليا لإعلان القدس عاصمة للثقافة العربية 2009.
15. عضو هيئة تحرير المجلة الأردنية للغة العربية وآدابها اعتباراً من 10/9/2007- ولغاية 10/9/2010.
16. رئيس فريق الإشراف على مناهج اللغة العربية في وزارة التربية والتعليم، أيلول 2006.
17. رئيس اللجنة الوطنية الأردنية لمشروع الذخيرة العربيّة من 1/7/2006 – ولغاية 22/12/2011.
18. عضو الهيئة الاستشارية لمجلة البيان التي تصدرها جامعة آل البيت من 9/9/2005.
19. عضو لجنة تحكيم جائزة وزارة التعليم العالي والبحث العلمي / جائزة البحث المميز في مجال اللغة العربية وآدابها (23/5/2005).
20. عضو هيئة التحرير – مجلة جرش الثقافية – جامعة جرش.
21. عضو اللجنة الثقافية لسيناريوهات الأردن عام 2020.
22. عضو الهيئة الاستشارية لفصلية (إيران والعرب) التي تصدر في بيروت.
23. عضو مجلس أمناء جامعة عمّان العربية للدراسات العليا  من 2001– 2003.
24. عضو مجلس إدارة الأوقاف من2001–2002.
25. رئيس الهيئة العليا للإنتاج السينمائي الأردني من 11/2000– ولغاية آب 2007.
26. المنسّق العام للجنة الوطنية العليا لإعلان عمّان عاصمة الثقافة العربية، من تموز 2000–  ولغاية حزيران 2002.
27. عضو مجلس إدارة الإذاعة والتلفزيون من 2000-2002.
28. رئيس اللجنة الوطنية لتعليم حقوق الإنسان.
29. عضو الجمعية الوطنية للحرية والنهج الديمقراطي ورئيس سابق لها.
30. عضو جمعية النقاد الأردنيين.
31. عضو الاتحاد العام للأدباء والكتاب العرب.
32. عضو رابطة الكتاب الأردنيين ونائب سابق لرئيس الرابطة.
33. عضو اللجنة الملكية لحقوق الإنسان من 2000- 2003.

## مؤلفاته
- دراسات أدبية ولغوية وتحقيق:
  - المصادر وطريقة البحث في اللغة والأدب، عمان، 1989.
  - مرج الكحل الأندلسي (سيرته وشعره)، دار البشير، عمان، 1993.
  - جنّة’ الرضا (3 أجزاء) لأبي يحيى بن عاصم (تحقيق ودراسة)، دار البشير، عمان، 1989.
  - ديوان الحمراء (الأشعار المنقوشة على جدران الحمراء)، المؤسسة العربيّة للدراسات، بيروت، 1999.
  - أدباء مالقه لابن خميس (تحقيق ودراسة)، دار البشير، عمان، 1999.
  - جمهرة توقيعات العرب، مركز زايد للتاريخ والتراث، أبو ظبي، 2001.
- دراسات ثقافية عامة:
  - الثقافة والشباب في القرن الحادي والعشرين، وزارة الشباب، عمان، 2000.
  - المقنع في الفلاحة لابن حجاج الأشبيلي (تحقيق ودراسة) بالاشتراك مع الأستاذ عبد العزيز الدوري والدكتور جاسر أبو صفيّة، مجمع اللغة العربية الأردني، 1982.
  - الإبانة في اللغة العربية الشريفة (معجم لغوي – تحقيق ودراسة) بالاشتراك مع مجموعة من الأساتذة، وزارة الثقافة والتراث القومي، سلطنة عمان، 1999.